# George Maxwell Richards
George Maxwell Richards (San Fernando, Trinidad y Tobago, Indias Occidentales Británicas, 1 de diciembre de 1931-Puerto España; 8 de enero de 2018) fue un ingeniero químico y político trinitense. Fungió como el cuarto presidente de Trinidad y Tobago entre 2003 y 2013. 

## Biografía
Nació el 1 de diciembre de 1931 en San Fernando, obtuvo una licenciatura en ingeniería química en la Universidad de Mánchester en 1955 y posteriormente una maestría en 1957.
Trabajó en la Universidad de las Indias Occidentales en Trinidad (University of the West Indies, en inglés) entre 1984 y 1996. El 17 de marzo de 2003 fue elegido presidente de Trinidad y Tobago, por un mandato de cinco años y el 11 de febrero de 2008 fue reelegido por otro periodo. Richards es el primer jefe de Estado en el Caribe anglófono con ascendencia amerindia.
Richards estuvo casado con Jean Ramjohn, prima del expresidente Noor Hassanali, con quien tuvo dos hijos: un hijo, que es médico, y una hija, Maxine, que es empresaria.
El 8 de enero de 2018, murió en Puerto España a las 7:43 p. m. hora local, a consecuencia de una insuficiencia cardíaca congestiva a la edad de 86 años.